# Hillary Jordan
Hillary Jordan is een Amerikaans schrijver van romans.

## Biografie
Hillary Jordan groeide op in Dallas en Muskogee, Oklahoma en woont in Brooklyn. Jordan behaalde een BA aan het Wellesley College en vervolgens een MFA in creatief schrijven aan de Columbia-universiteit. In 2008 publiceerde ze haar eerste boek Mudbound dat handelde over racisme op een katoenboerderij in de Mississippidelta in 1946. Jordan won in 2006 de Bellwether Prize voor fictie en in 2009 de Alex Award van de American Library Association Het boek werd uitgeroepen als 2008 NAIBA (New Atlantic Independent Booksellers Association) Fiction Book of the Year en behoort tot de top tien van debuutromans van het decennium volgens "Paste" Magazine. In 2011 volgde een tweede roman When She Woke, die zich afspeelde in een dystopische toekomst in de Verenigde Staten. Haar tweede boek kwam net zoals haar debuutroman op de long list van de International IMPAC Dublin Literary Award en was in 2012 finalist voor de Lamda Literary Award. Beide boeken werden in verscheidene talen vertaald en Jordan werkt aan een vervolg op haar debuutroman. 

## Verfilming
Jordan’s debuutroman werd verfilmd in 2017 onder dezelfde naam Mudbound en ging in aanwezigheid van de auteur in première op het Sundance Film Festival.